# نظرية النسب الكشميري من قبائل إسرائيل المفقودة
تفترض نظرية النسب الكشميري من قبائل إسرائيل المفقودة أن الشعب الكشميري في الهند و‌باكستان ينحدر في الأصل من القبائل العشر المفقودة الأسطورية.

## التاريخ
اقترح البيروني، الباحث الإسلامي الفارسي الشهير في القرن الحادي عشر، العلاقة بين اليهود وكشمير. وفقا لسجله الشهير في رحلاته عبر الهند، 

تقع كشمير على هضبة محاطة بجبال عالية يتعذر الوصول إليها. ينتمي جنوب وشرق البلاد إلى الهندوس، والغرب إلى ملوك مختلفين، بولار شاه وشوغنان شاه، والأجزاء النائية حتى حدود بدخشان إلى واخانشاه... يساور سكان كشمير القلق بشكل خاص بشأن القوة الطبيعية لبلدهم، وبالتالي يهتمون دائمًا بالحفاظ على السيطرة القوية على المداخل والطرق المؤدية إليها. ونتيجة لذلك، من الصعب أن يكون هناك أي تجارة معهم. في الأوقات السابقة كانوا يسمحون لواحد أو اثنين من الأجانب بدخول بلادهم، وخاصة اليهود، ولكن في الوقت الحاضر لا يسمحون لأي هندوسي لا يعرفون شخصياً بالدخول، ناهيك عن الآخرين.
علق فرانسوا برنييه، الطبيب الفرنسي في القرن السابع عشر والسير فرانسيس يونغهازبند، الذي استكشف هذه المنطقة في القرن التاسع عشر، على علم الفراسة المماثل بين كشمير واليهود، بما في ذلك «البشرة الفاتحة والأنوف البارزة،» وأشكال الرأس المماثلة.
في عام 1899 ميرزا غلام أحمد، مؤسس الحركة الأحمدية، قدم النظرية القائلة بأن يسوع قد نجا من الصلب وسافر إلى كشمير للعثور على القبائل المفقودة في إسرائيل والوعظ بها. ادعى أحمد أن يسوع عاش في كشمير، وأنجب أطفالًا، وتوفي عن عمر يناهز 120 عامًا، ودفن في سريناغار.
يجادل بايكونت ناث شارغا أنه على الرغم من أوجه التشابه الأصلية بين الألقاب الكشميرية واليهودية، فإن الحكماء الكشميريين من أصل هندي آري بينما اليهود من أصل سامي.

## الأساس في الأسماء القبلية وأسماء المواقع الجغرافية
تستند النظرية بشكل أساسي على أوجه التشابه المزعومة بين أسماء أماكن كشمير والكلمات والعبارات العبرية. ويعتقد أن اسم كشمير المعروف محليًا باسم كاشر نفسه يستند إلى الكلمة العبرية كاشر ((بالعبرية: כשיר‏)). ويسمى وادي كشمير، الذي يقال أنه مكان سكن القبائل العشر المفقودة، حديقة سليمان في اللغة المحلية. إن العلاقة بين كشمير وإسرائيل القديمة تعززت أكثر من خلال أسماء الأماكن الكشميرية مثل «قبر موسى» و«عرش سليمان». هناك أيضًا تقليد كشميري بأن 40 عامًا من التجول في الصحراء غطت بالفعل الأرض من آسيا إلى كشمير، وأن كشمير هي في الواقع أرض الميعاد.
تشبه أسماء ما يقرب من 350 بلدة وقرية في كشمير بعض الأسماء في الأراضي المقدسة. وتشمل هذه:
- باندبور (مشابه لبيث بئور)
- تل نابو (مشابه ل‍جبل نيبو)
- بشغاه (مشابه لجبل بسجاح)[8][9]
- مامره (مشابه ل‍ممرا)[8][9]

## علم الوراثة
باستخدام طرق الكشف عن التنميط الجيني والمزيج على مستوى الجينوم، تم تحديد أنه لا توجد علامات مهمة أو جوهرية على الخلط اليهودي، من بين 16 من سكان السفاردي و / أو الأشكنازي اليهود الذين شملهم الاستطلاع، في الكشميريين المعاصرين. هذا لا يستبعد إمكانية الخلط اليهودي المزراحي، الذي لم يدرس.